# فلیت‌وینگز سی برد
فلیت‌وینگز سی برد(به انگلیسی: Fleetwings Sea Bird) (به معنی پرنده دریایی) یک هواپیمای دوزیست (آبی خاکی) ساخت آمریکا در دهه ۱۹۳۰ بود.

## انواع
- اف-۴ سی برد - نمونه اولیه با ۴ صندلی (۱ نمونه ساخته شد)
- اف-۵ سی برد - هواپیمای تولیدی با ۵ صندلی (۵ فروند ساخته شد)

## مشخصات فنی
داده‌ها از Specifications of American Airplanes
ویژگی‌های عمومی
- خدمه: ۱
- ظرفیت: ۳ مسافر
- طول: ۳۱ فوت ۵ اینچ (۹٫۵۸ متر)
- پهنای بال: ۴۰ فوت ۶ اینچ (۱۲٫۳۴ متر)
- ارتفاع: ۱۲ فوت ۶ اینچ (۳٫۸۱ متر)
- مساحت بال‌ها: ۲۳۵ فوت مربع (۲۱٫۸ متر مربع)
- وزن خالی: ۲٬۳۲۰ پوند (۱٬۰۵۲ کیلوگرم)
- وزن ناخالص: ۳٬۴۵۰ پوند (۱٬۵۶۵ کیلوگرم)
- ظرفیت سوخت: ۵۲ گالون آمریکایی (۴۳ گالون بریتانیایی؛ ۲۰۰ لیتر)
- پیشرانه: ۱ عدد موتور شعاعی ۷ سیلندر هواخنک Jacobs L-5, ۲۸۵ اسب بخار (۲۱۳ کیلووات)

عملکرد
- حداکثر سرعت: ۱۵۰ مایل بر ساعت (۲۴۰ کیلومتر بر ساعت، ۱۳۰ گره) در سطح دریا
- سرعت کروز: ۱۳۳ مایل بر ساعت (۲۱۴ کیلومتر بر ساعت، ۱۱۶ گره)
- بُرد: ۴۰۰ مایل (۶۴۰ کیلومتر، ۳۵۰ مایل دریایی)
- حداکثر ارتفاع: ۱۵٬۰۰۰ فوت (۴٬۶۰۰ متر)
- نرخ صعود: ۹۰۰ فوت بر دقیقه (۴٫۶ متر بر ثانیه)